# Presbiornítids
Presbyornithidae va ser una família d'ocells aquàtics extinta amb una distribució aparentment cosmopolita que visqueren a principi de l'Oligocè. Actualment es creu que eren un tàxon germana dels Anatidae. Tenien les potes i el coll llarg. Sembla que vivien en grans estols i feien els nius en colònies. El gènere, Palaelodus), no eren realment antecessors dels moderns flamencs sinó que havien evolucionat en paral·lel amb ells i compartien el nínxol ecològic.

## Significació en l'evolució de les aus
Les zones costaneres oferien més recursos als antecessors dels ocells moderns. Els hàbitats arboris havien estat emprats per les aus encara més antigues en el cas dels Enantiornithes. L'extinció massiva del Cretaci-Paleogen afectà tant els hàbitats aquàtics com als terrestres i a les seves cadenes tròfiques. Amb això els tàxons d'aus molt especialitzades per a un nínxol determinat i per a la seva cadena tròfica no van tenir capacitat de sobreviure en l'esdeveniment d'extinció massiva. Actualment se sap que la majoria dels llinatges actuals d'aus ja existien al final del Cretaci, malgrat que eren un poc marginals comparats amb els grups primerencs que eren els dominants com passava en el cas dels Enantiornithes i Confuciusornithidae.

## Gèneres
- Presbyornis
- ?Headonornis
- Telmabates

Possibles gèneres de presbyornithiae també serien:
- Teviornis
- Proherodius
- Zhylgaia